# Mikaël Silvestre
Mikaël Samy Silvestre (Chambray-lès-Tours, 9 agosto 1977) è un dirigente sportivo, procuratore sportivo ed ex calciatore francese, di ruolo difensore. Con la nazionale francese è stato vicecampione del mondo nel 2006.

## Caratteristiche tecniche
Era capace di giocare sia come centrale, il ruolo che preferiva, che sulla fascia sinistra.

## Carriera

### Club
Cresciuto calcisticamente nel Rennes, con cui ha esordito nel 1995 rimanendovi fino al 1998, è approdato all'Inter in Serie A dopo un lungo braccio di ferro tra il club di provenienza e la società meneghina, risolto dal direttore sportivo dei nerazzurri Sandro Mazzola, che è riuscito ad aggiudicarsi il cartellino del giocatore, valutato 14 miliardi di lire. Con il team milanese non ha giocato buone partite - l'unico suo acuto avvenne nella partita casalinga contro il L.R. Vicenza, esordio in stagione del nuovo allenatore Mircea Lucescu, in cui segnò nei minuti di recupero il gol del definitivo 1-1 - ed è presto preso di mira dalla tifoseria nerazzurra, tanto da costringerlo ad un immediato trasferimento.
Acquistato il 10 settembre 1999 dal Manchester Utd in Premier League per 4 milioni di sterline, è diventato in breve tempo una pedina inamovibile della difesa dello United, specialmente nei periodi d'indisponibilità dell'inglese Rio Ferdinand. Il suo contratto con i Red Devils è scaduto al termine della stagione 2007-2008 ed il 20 giugno del 2008 il giocatore si è legato contrattualmente con l'Arsenal per due stagioni.
Scaduto il contratto con l'Arsenal, dopo un breve periodo da svincolato, il 30 agosto 2010 Silvestre è passato in Bundesliga, firmando un contratto biennale con il Werder Brema. La prima rete nel campionato tedesco è arrivata alla penultima giornata in Werder Brema-Borussia Dortmund, partita in cui ha siglato l'1-0 (il punteggio finale sarà di 2-0 per i padroni di casa). Il 14 settembre 2012 si è aggregato al West Ham Utd per un periodo di prova insieme a John Mensah e Anthony Vanden Borre; successivamente è stato comunicato il non superamento del provino con gli Hammers.
Il 20 febbraio 2013 ha firmato negli Stati Uniti con i Portland Timbers. Il 2 maggio si è infortunato all'anteriore dei legamenti del crociato sinistro. Il 29 gennaio 2014 ha rescisso il contratto e il 22 settembre dello stesso anno ha firmato con gli indiani del Chennaiyin dove ha giocato 14 partite segnando 1 gol.

### Nazionale
Dal 2001 al 2006 ha giocato nella nazionale francese, con cui ha collezionato 40 presenze e 2 reti ed è stato presente ai mondiali del 2002 e del 2006, oltre che alla Confederations Cup 2001 e 2003 e agli Europei del 2004.

### Dopo il ritiro
Dal luglio 2015 al dicembre 2016 ha ricoperto il ruolo di direttore sportivo del Rennes; successivamente è diventato un procuratore sportivo.

## Statistiche

### Presenze e reti nei club
| Stagione                 | Squadra                  | Campionato               | Campionato | Campionato | Coppe nazionali | Coppe nazionali | Coppe nazionali | Coppe continentali | Coppe continentali | Coppe continentali | Altre coppe    | Altre coppe | Altre coppe | Totale | Totale |
| Stagione                 | Squadra                  | Comp                     | Pres       | Reti       | Comp            | Pres            | Reti            | Comp               | Pres               | Reti               | Comp           | Pres        | Reti        | Pres   | Reti   |
| ------------------------ | ------------------------ | ------------------------ | ---------- | ---------- | --------------- | --------------- | --------------- | ------------------ | ------------------ | ------------------ | -------------- | ----------- | ----------- | ------ | ------ |
| 1995-1996                | Rennes                   | D1                       | 1          | 0          | CF+CdL          | 0+0             | 0+0             | -                  | -                  | -                  | -              | -           | -           | 1      | 0      |
| 1996-1997                | Rennes                   | D1                       | 16         | 0          | CF+CdL          | 1+1             | 0+0             | Int                | 0                  | 0                  | -              | -           | -           | 18     | 0      |
| 1997-1998                | Rennes                   | D1                       | 32         | 0          | CF+CdL          | 2+1             | 0+0             | -                  | -                  | -                  | -              | -           | -           | 35     | 0      |
| Totale Rennes            | Totale Rennes            | Totale Rennes            | 49         | 0          |                 | 5               | 0               |                    | 0                  | 0                  |                | -           | -           | 54     | 0      |
| 1998-1999                | Inter                    | A                        | 18         | 1          | CI              | 5+2             | 0               | UCL                | 6                  | 0                  | -              | -           | -           | 31     | 1      |
| 1999-2000                | Manchester United        | PL                       | 31         | 0          | CdL             | 0               | 0               | UCL                | 4                  | 0                  | CS+SU+CInt+Cmc | 0+0+1+2     | 0           | 38     | 0      |
| 2000-2001                | Manchester United        | PL                       | 30         | 1          | FACup+CdL       | 2+0             | 0+0             | UCL                | 14                 | 0                  | CS             | 1           | 0           | 47     | 1      |
| 2001-2002                | Manchester United        | PL                       | 35         | 0          | FACup+CdL       | 2+0             | 0+0             | UCL                | 13                 | 1                  | CS             | 1           | 0           | 51     | 1      |
| 2002-2003                | Manchester United        | PL                       | 34         | 1          | FACup+CdL       | 2+5             | 0+0             | UCL                | 13                 | 0                  | -              | -           | -           | 54     | 1      |
| 2003-2004                | Manchester United        | PL                       | 34         | 0          | FACup+CdL       | 5+0             | 1+0             | UCL                | 6                  | 1                  | CS             | 1           | 1           | 46     | 3      |
| 2004-2005                | Manchester United        | PL                       | 35         | 2          | FACup+CdL       | 4+2             | 0+0             | UCL                | 8                  | 0                  | CS             | 1           | 0           | 50     | 2      |
| 2005-2006                | Manchester United        | PL                       | 33         | 1          | FACup+CdL       | 4+5             | 0+0             | UCL                | 6                  | 0                  | -              | -           | -           | 48     | 1      |
| 2006-2007                | Manchester United        | PL                       | 14         | 1          | FACup+CdL       | 2+2             | 0+0             | UCL                | 3                  | 0                  | -              | -           | -           | 21     | 1      |
| 2007-2008                | Manchester United        | PL                       | 3          | 0          | FACup+CdL       | 0+0             | 0+0             | UCL                | 2                  | 0                  | CS             | 1           | 0           | 6      | 0      |
| Totale Manchester United | Totale Manchester United | Totale Manchester United | 249        | 6          |                 | 35              | 1               |                    | 69                 | 2                  |                | 8           | 1           | 361    | 10     |
| 2008-2009                | Arsenal                  | PL                       | 14         | 2          | FACup+CdL       | 2+1             | 0+0             | UCL                | 6                  | 0                  | -              | -           | -           | 23     | 2      |
| 2009-2010                | Arsenal                  | PL                       | 12         | 1          | FACup+CdL       | 2+3             | 0+0             | UCL                | 3                  | 0                  | -              | -           | -           | 20     | 1      |
| Totale Arsenal           | Totale Arsenal           | Totale Arsenal           | 26         | 3          |                 | 8               | 0               |                    | 9                  | 0                  |                | -           | -           | 43     | 3      |
| 2010-2011                | Werder Brema             | BL                       | 26         | 1          | CG              | 1               | 0               | UCL                | 3                  | 0                  | -              | -           | -           | 30     | 1      |
| 2011-2012                | Werder Brema             | BL                       | 1          | 0          | CG              | 0               | 0               | -                  | -                  | -                  | -              | -           | -           | 1      | 0      |
| Totale Werder Brema      | Totale Werder Brema      | Totale Werder Brema      | 27         | 1          |                 | 1               | 0               |                    | 3                  | 0                  |                | -           | -           | 31     | 1      |
| 2013                     | Portland Timbers         | MLS                      | 8          | 0          | OC              | 0               | 0               | -                  | -                  | -                  | -              | -           | -           | 8      | 0      |
| 2014                     | Chennaiyin               | SL                       | 14         | 1          | -               | -               | -               | -                  | -                  | -                  | -              | -           | -           | 14     | 1      |
| Totale carriera          | Totale carriera          | Totale carriera          | 391        | 12         |                 | 56              | 1               |                    | 87                 | 2                  |                | 8           | 1           | 542    | 16     |

### Cronologia presenze e reti in nazionale
| Cronologia completa delle presenze e delle reti in nazionale ― Francia | Cronologia completa delle presenze e delle reti in nazionale ― Francia | Cronologia completa delle presenze e delle reti in nazionale ― Francia | Cronologia completa delle presenze e delle reti in nazionale ― Francia | Cronologia completa delle presenze e delle reti in nazionale ― Francia | Cronologia completa delle presenze e delle reti in nazionale ― Francia | Cronologia completa delle presenze e delle reti in nazionale ― Francia | Cronologia completa delle presenze e delle reti in nazionale ― Francia |
| Data                                                                   | Città                                                                  | In casa                                                                | Risultato                                                              | Ospiti                                                                 | Competizione                                                           | Reti                                                                   | Note                                                                   |
| ---------------------------------------------------------------------- | ---------------------------------------------------------------------- | ---------------------------------------------------------------------- | ---------------------------------------------------------------------- | ---------------------------------------------------------------------- | ---------------------------------------------------------------------- | ---------------------------------------------------------------------- | ---------------------------------------------------------------------- |
| 27-2-2001                                                              | Saint-Denis                                                            | Francia                                                                | 1 – 0                                                                  | Germania                                                               | Amichevole                                                             | -                                                                      | 76’                                                                    |
| 24-3-2001                                                              | Saint-Denis                                                            | Francia                                                                | 5 – 0                                                                  | Giappone                                                               | Amichevole                                                             | -                                                                      | 35’                                                                    |
| 28-3-2001                                                              | Valencia                                                               | Spagna                                                                 | 2 – 1                                                                  | Francia                                                                | Amichevole                                                             | -                                                                      |                                                                        |
| 25-4-2001                                                              | Saint-Denis                                                            | Francia                                                                | 4 – 0                                                                  | Portogallo                                                             | Amichevole                                                             | 1                                                                      |                                                                        |
| 30-5-2001                                                              | Taegu                                                                  | Francia                                                                | 5 – 0                                                                  | Corea del Sud                                                          | Conf. Cup 2001 - 1º turno                                              | -                                                                      |                                                                        |
| 3-6-2001                                                               | Ulsan                                                                  | Francia                                                                | 4 – 0                                                                  | Messico                                                                | Conf. Cup 2001 - 1º turno                                              | -                                                                      |                                                                        |
| 1-9-2001                                                               | Ñuñoa                                                                  | Cile                                                                   | 2 – 1                                                                  | Francia                                                                | Amichevole                                                             | -                                                                      |                                                                        |
| 6-10-2001                                                              | Bordeaux                                                               | Francia                                                                | 4 – 1                                                                  | Algeria                                                                | Amichevole                                                             | -                                                                      | 46’                                                                    |
| 11-11-2001                                                             | Melbourne                                                              | Australia                                                              | 1 – 1                                                                  | Francia                                                                | Amichevole                                                             | -                                                                      | 83’                                                                    |
| 27-3-2002                                                              | Saint-Denis                                                            | Francia                                                                | 5 – 0                                                                  | Scozia                                                                 | Amichevole                                                             | -                                                                      | 46’                                                                    |
| 26-5-2002                                                              | Suwon                                                                  | Corea del Sud                                                          | 2 – 3                                                                  | Francia                                                                | Amichevole                                                             | -                                                                      | 73’                                                                    |
| 21-8-2002                                                              | Radès                                                                  | Tunisia                                                                | 1 – 1                                                                  | Francia                                                                | Amichevole                                                             | 1                                                                      | 46’                                                                    |
| 7-9-2002                                                               | Strovolos                                                              | Cipro                                                                  | 1 – 2                                                                  | Francia                                                                | Qual. Euro 2004                                                        | -                                                                      |                                                                        |
| 12-10-2002                                                             | Saint-Denis                                                            | Francia                                                                | 5 – 0                                                                  | Slovenia                                                               | Qual. Euro 2004                                                        | -                                                                      |                                                                        |
| 16-10-2002                                                             | Ta' Qali                                                               | Malta                                                                  | 0 – 4                                                                  | Francia                                                                | Qual. Euro 2004                                                        | -                                                                      |                                                                        |
| 20-11-2002                                                             | Marsiglia                                                              | Francia                                                                | 3 – 0                                                                  | Jugoslavia                                                             | Amichevole                                                             | -                                                                      | 14’                                                                    |
| 12-2-2003                                                              | Saint-Denis                                                            | Francia                                                                | 0 – 2                                                                  | Rep. Ceca                                                              | Amichevole                                                             | -                                                                      | 76’                                                                    |
| 29-3-2003                                                              | Lens                                                                   | Francia                                                                | 6 – 0                                                                  | Malta                                                                  | Qual. Euro 2004                                                        | -                                                                      |                                                                        |
| 2-4-2003                                                               | Palermo                                                                | Israele                                                                | 1 – 2                                                                  | Francia                                                                | Qual. Euro 2004                                                        | -                                                                      |                                                                        |
| 30-4-2003                                                              | Saint-Denis                                                            | Francia                                                                | 5 – 0                                                                  | Egitto                                                                 | Amichevole                                                             | -                                                                      | 81’                                                                    |
| 20-6-2003                                                              | Saint-Étienne                                                          | Francia                                                                | 2 – 1                                                                  | Giappone                                                               | Conf. Cup 2003 - 1º turno                                              | -                                                                      |                                                                        |
| 26-6-2003                                                              | Saint-Denis                                                            | Turchia                                                                | 2 – 3                                                                  | Francia                                                                | Conf. Cup 2003 - 1º turno                                              | -                                                                      | 44’                                                                    |
| 20-8-2003                                                              | Ginevra                                                                | Svizzera                                                               | 0 – 2                                                                  | Francia                                                                | Amichevole                                                             | -                                                                      |                                                                        |
| 6-9-2003                                                               | Saint-Denis                                                            | Francia                                                                | 5 – 0                                                                  | Cipro                                                                  | Qual. Euro 2004                                                        | -                                                                      |                                                                        |
| 10-9-2003                                                              | Lubiana                                                                | Slovenia                                                               | 0 – 2                                                                  | Francia                                                                | Qual. Euro 2004                                                        | -                                                                      |                                                                        |
| 15-11-2003                                                             | Gelsenkirchen                                                          | Germania                                                               | 0 – 3                                                                  | Francia                                                                | Amichevole                                                             | -                                                                      |                                                                        |
| 18-2-2004                                                              | Bruxelles                                                              | Belgio                                                                 | 0 – 2                                                                  | Francia                                                                | Amichevole                                                             | -                                                                      | 46’                                                                    |
| 31-3-2004                                                              | Rotterdam                                                              | Paesi Bassi                                                            | 0 – 0                                                                  | Francia                                                                | Amichevole                                                             | -                                                                      | 58’                                                                    |
| 28-5-2004                                                              | Montpellier                                                            | Francia                                                                | 4 – 0                                                                  | Andorra                                                                | Amichevole                                                             | -                                                                      |                                                                        |
| 6-6-2004                                                               | Saint-Denis                                                            | Francia                                                                | 1 – 0                                                                  | Ucraina                                                                | Amichevole                                                             | -                                                                      |                                                                        |
| 13-6-2004                                                              | Lisbona                                                                | Francia                                                                | 2 – 1                                                                  | Inghilterra                                                            | Euro 2004 - 1º turno                                                   | -                                                                      | 72’ 79’                                                                |
| 17-6-2004                                                              | Leiria                                                                 | Croazia                                                                | 2 – 2                                                                  | Francia                                                                | Euro 2004 - 1º turno                                                   | -                                                                      |                                                                        |
| 21-6-2004                                                              | Coimbra                                                                | Svizzera                                                               | 1 – 3                                                                  | Francia                                                                | Euro 2004 - 1º turno                                                   | -                                                                      |                                                                        |
| 25-6-2004                                                              | Lisbona                                                                | Francia                                                                | 0 – 1                                                                  | Grecia                                                                 | Euro 2004 - Quarti di finale                                           | -                                                                      |                                                                        |
| 9-10-2004                                                              | Saint-Denis                                                            | Francia                                                                | 0 – 0                                                                  | Irlanda                                                                | Qual. Mondiali 2006                                                    | -                                                                      |                                                                        |
| 13-10-2004                                                             | Nicosia                                                                | Cipro                                                                  | 0 – 2                                                                  | Francia                                                                | Qual. Mondiali 2006                                                    | -                                                                      | 25’                                                                    |
| 1-3-2006                                                               | Saint-Denis                                                            | Francia                                                                | 1 – 2                                                                  | Slovacchia                                                             | Amichevole                                                             | -                                                                      | 62’                                                                    |
| 27-5-2006                                                              | Saint-Denis                                                            | Francia                                                                | 1 – 0                                                                  | Messico                                                                | Amichevole                                                             | -                                                                      | 46’                                                                    |
| 31-5-2006                                                              | Lens                                                                   | Francia                                                                | 2 – 0                                                                  | Danimarca                                                              | Amichevole                                                             | -                                                                      | 82’                                                                    |
| 23-6-2006                                                              | Colonia                                                                | Togo                                                                   | 0 – 2                                                                  | Francia                                                                | Mondiali 2006 - 1º turno                                               | -                                                                      |                                                                        |
| Totale                                                                 |                                                                        | Presenze                                                               | 40                                                                     |                                                                        | Reti                                                                   | 2                                                                      |                                                                        |

## Palmarès

### Club

#### Competizioni nazionali
- Campionato inglese: 5

Manchester United: 1999-2000, 2000-2001, 2002-2003, 2006-2007, 2007-2008
- Coppa d'Inghilterra: 1

Manchester United: 2003-2004
- Community Shield: 2

Manchester United: 2003, 2007
- Coppa di Lega inglese: 1

Manchester United: 2005-2006

#### Competizioni internazionali
- Coppa Intercontinentale: 1

Manchester United: 1999
- UEFA Champions League: 1

Manchester United: 2007-2008